# Micrablepharus
Micrablepharus is een geslacht van hagedissen uit de familie Gymnophthalmidae.
De wetenschappelijke naam van het geslacht werd in 1885 voorgesteld door Oskar Boettger. Er zijn twee soorten die voorkomen in delen van Zuid-Amerika.

## Soortenlijst
| Soorten uit het geslacht Micrablepharus | Soorten uit het geslacht Micrablepharus | Soorten uit het geslacht Micrablepharus |
| --------------------------------------- | --------------------------------------- | --------------------------------------- |
| Naam                                    | Auteur                                  | Verspreidingsgebied                     |
| Micrablepharus atticolus                | Rodrigues, 1996                         | Brazilië                                |
| Micrablepharus maximiliani              | Reinhardt & Lütken, 1862                | Bolivia, Brazilië, Paraguay, Peru       |